# Doug Chandler

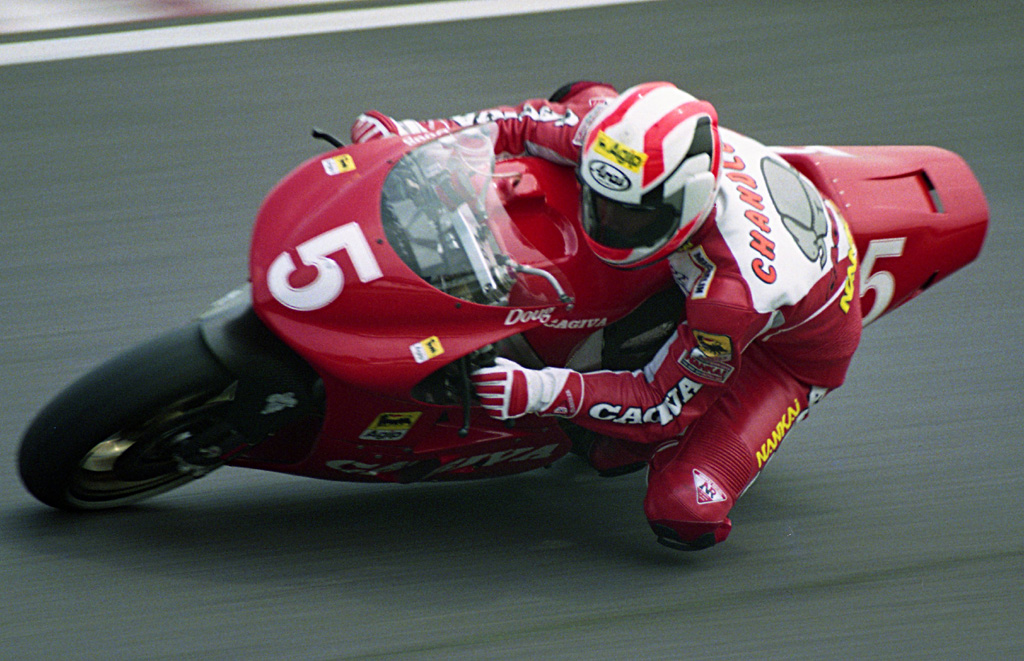
Doug Chandler tijdens de Grand Prix van Japan 1993.

John Douglas Chandler (Salinas, Californië, 27 september 1965) is een Amerikaans voormalig motorcoureur. Hij is een van de vier coureurs, naast Dick Mann, Kenny Roberts senior en Bubba Shobert, die een AMA Grand Slam won, wat inhoudt dat hij in de Verenigde Staten overwinningen heeft gehaald op een circuit van een mijl, een circuit van een halve mijl, een shorttrack, een TT en een wegrace. In 2006 werd hij opgenomen in de Motorcycle Hall of Fame van de American Motorcyclist Association.

## Carrière
Chandler begon zijn motorsportcarrière in het motorcross en het dirttrack. In 1983 werd hij door de American Motorcyclist Association uit geroepen tot de beste rookie van het jaar. In 1988 behaalde hij zijn eerste zege in het wegrace in de Pro-Twins-klasse op de Mid-Ohio Sports Car Course. In 1989 debuteerde hij in het wereldkampioenschap superbike in het weekend op Brainerd op een Kawasaki, met een twaalfde plaats in de tweede race. In 1990 werd hij kampioen in het Amerikaans kampioenschap superbike voor Kawasaki. Ook reed hij in de WK superbike-weekenden op Brainerd en Sugo, en behaalde in beide weekenden een overwinning en een derde plaats.
In 1991 debuteerde Chandler in de 500 cc-klasse van het wereldkampioenschap wegrace bij Yamaha. Hij reed hier voor een satellietteam dat eigendom was van voormalig wereldkampioen 500 cc Kenny Roberts senior. Zijn beste resultaat dat jaar waren twee zesde plaatsen in Italië en Frankrijk. Met 85 punten werd hij negende in het kampioenschap. In 1992 maakte hij de overstap naar het fabrieksteam van Suzuki, waar hij de teamgenoot van Kevin Schwantz werd. In de seizoensopener in Japan behaalde hij zijn eerste podiumplaats en in de Grand Prix van Europa voegde hij hier een tweede zege aan toe. In Hongarije en Frankrijk startte hij vanaf pole position, en in Hongarije en Brazilië behaalde hij podiumplaatsen. Met 94 punten werd hij vijfde in de eindstand.

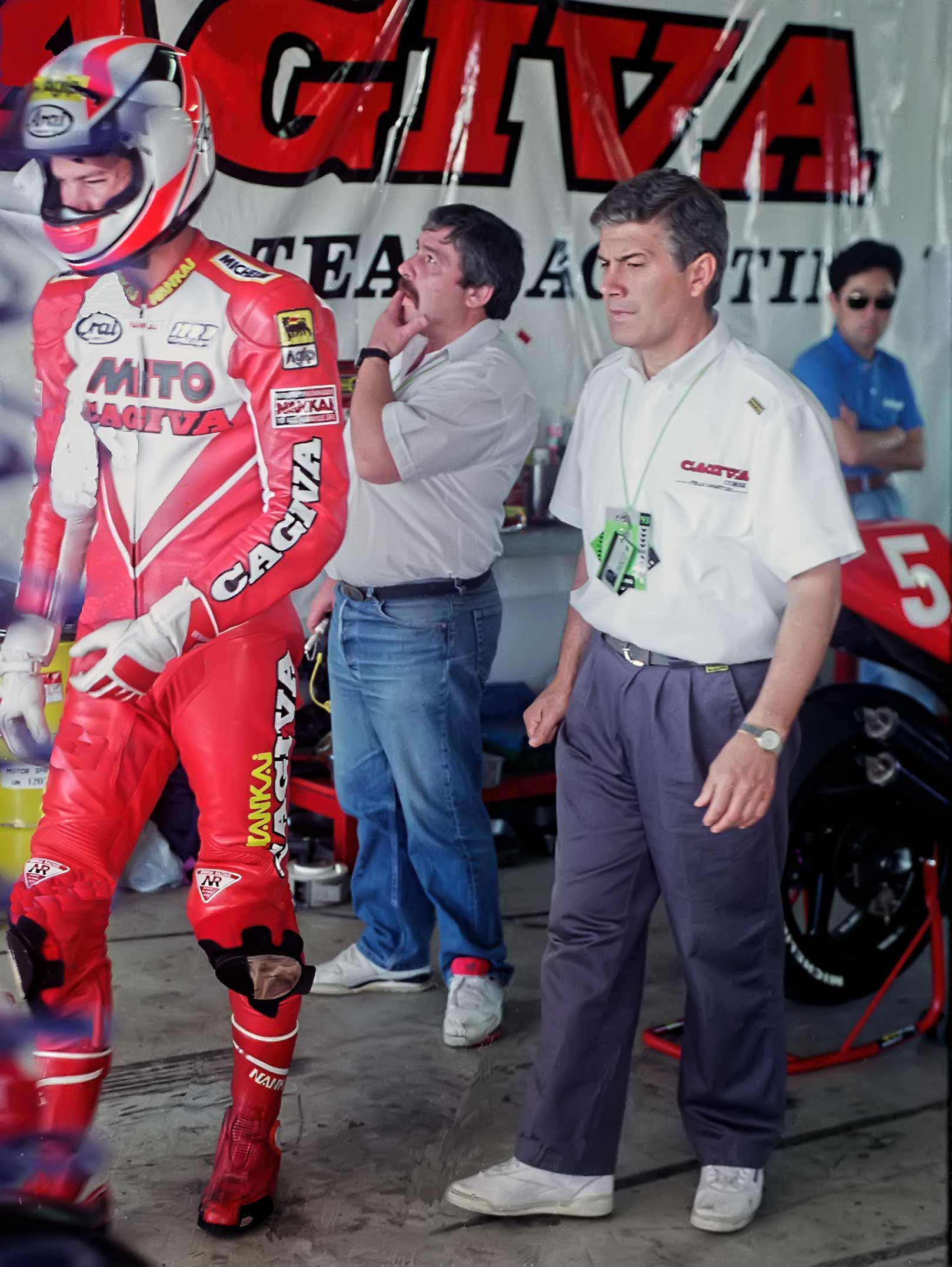
Doug Chandler (links) en Giacomo Agostini tijdens de Grand Prix van Australië 1993.

In 1993 stapte Chandler over naar het fabrieksteam van Cagiva, dat onder leiding stond van recordkampioen Giacomo Agostini. Hij behaalde een podiumplaats in de eerste race in Australië, maar in de rest van het seizoen eindigde hij niet meer in de top drie en verschoof de focus van het team naar zijn teamgenoot John Kocinski. Gedurende het seizoen viel hij vaak uit, waardoor hij met 83 punten tiende werd in het klassement. In 1994 bleef hij rijden bij Cagiva en was hier opnieuw de teamgenoot van Kocinski. Hij behaalde een podiumplaats in Argentinië en werd met 96 punten negende in de eindstand.
In 1995 keerde Chandler terug naar de Verenigde Staten om voor Harley-Davidson deel te nemen aan het Amerikaans kampioenschap superbike. Na een weinig succesvol eerste seizoen keerde hij in 1996 terug naar Kawasaki, waarvoor hij zijn eerste titel behaalde, en werd tweemaal achter elkaar kampioen. In zowel 1996 als 1997 nam hij deel aan de WK-superbike races op Laguna Seca; in 1996 werd hij eenmaal zesde, terwijl hij in 1997 eenmaal vijfde werd.
In 1998 behaalde Chandler een podiumplaats in de eerste WK superbike-race op Laguna Seca. Hij startte echter wel een kettingreactie toen hij de controle over zijn motorfiets verloor en hij samen met Akira Yanagawa ten val kwam; diverse andere coureurs gleden ook uit over de olie die door dit ongeluk op de baan terecht kwam. Hierdoor werd de race afgebroken en werd hij als derde geklasseerd, ook al was hij gevallen en verscheen hij niet op het podium omdat hij ter controle naar het ziekenhuis werd gebracht. Ondanks dit ongeluk werd hij wel achter Ben Bostrom tweede in het Amerikaans kampioenschap superbike. Hij bleef tot 2001 actief als Kawasaki-coureur in deze klasse en werd hierin achtereenvolgens vierde, vijfde en vierde. In zijn laatste seizoen keerde hij terug in het WK superbike op Laguna Seca en behaalde een negende plaats in de eerste race. In 2002 reed hij een laatste seizoen in de Amerikaanse klasse voor Ducati en werd hierin achtste. Tevens reed hij zijn laatste races in het WK superbike op Laguna Seca, met een dertiende en een negende plaats als resultaten.
In 2003 stapte Chandler over naar het nieuwe Amerikaanse Supermotard-kampioenschap, waarin hij een overwinning behaalde. 2004 was zijn laatste volledige seizoen als motorcoureur, die hij doorbracht in de Formula Xtreme-klasse van het Amerikaans kampioenschap wegrace. Met drie podiumplaatsen werd hij negende in de eindstand. In 2006 en 2007 reed hij nog sporadisch races in de Amerikaanse superbike- en Supersport-kampioenschappen. In 2015 ging hij aan de slag als assistent van de wedstrijdleiding in de MotoAmerica, de opvolger van het Amerikaans kampioenschap wegrace.